# Fusceulima mangonuica
Fusceulima mangonuica är en snäckart som först beskrevs av Powell 1940.  Fusceulima mangonuica ingår i släktet Fusceulima och familjen Eulimidae. Inga underarter finns listade i Catalogue of Life.